# Іваново (Ветлузький район)
Іваново (рос. Иваново) — присілок в Ветлузькому районі Нижньогородської області Російської Федерації.
Населення становить 17 осіб. Входить до складу муніципального утворення Мошкинська сільрада.

## Історія
Від 2009 року входить до складу муніципального утворення Мошкинська сільрада.

## Населення
| 1897 | 1907 | 1916 | 1999 | 2002 | 2010 |
| ---- | ---- | ---- | ---- | ---- | ---- |
| 156  | ↗194 | ↘186 | ↘21  | ↗22  | ↘17  |